# Exorista lasiommata
Exorista lasiommata är en tvåvingeart som först beskrevs av Friedrich Hermann Loew 1871.  Exorista lasiommata ingår i släktet Exorista och familjen parasitflugor. Inga underarter finns listade i Catalogue of Life.